# Spirou et Fantasio (série télévisée d'animation)
Pour les articles homonymes, voir Spirou.
Spirou et Fantasio, ou Les Nouvelles Aventures de Spirou et Fantasio, est une série télévisée d'animation franco-belge en 39 épisodes de 22 minutes, adaptée de la bande dessinée Spirou et Fantasio et diffusée en France du 3 septembre 2006 à janvier 2009 sur M6.

## Synopsis
Spirou est un jeune homme roux d'une vingtaine d'années toujours vêtu d'une veste et d'un pantalon rouges. Homme de conviction, à la fois courageux et responsable, il a notamment pour amis Spip l'écureuil, le comte de Champignac et surtout Fantasio, qu'il connaît depuis sa jeunesse.
Spirou et ce dernier sont les meilleurs amis du monde ce qui n'empêche pas de temps à autre des petites tensions. En effet, Fantasio, un peu plus âgé, aime se plaindre et râler en plus d'être parfois hypocondriaque. Il n'en reste pas moins loyal, généreux et sympathique. Journaliste, photographe et caméraman, Fantasio est toujours à la recherche du scoop du siècle et sera souvent en concurrence avec l'ambitieuse Seccotine, également son amie.
Quant à Pacôme Hégésippe Adélard Ladislas, comte de Champignac, c'est un savant âgé de presque 70 ans dont la connaissance est immense dans les domaines scientifiques. Outre les champignons, il a développé des talents dans tout ce qui est robotique, électronique et informatique dans le seul but de servir à des causes humanitaires.
Nos héros vont ainsi partir à travers le monde résoudre des mystères qui menacent les hommes et/ou l'environnement. Ils vont ainsi avoir affaire à Zantafio, le cousin malhonnête de Fantasio. Escroc, intelligent et manipulateur, il a mis toutes ses capacités au service du mal.
Spirou et ses amis rencontreront également sur leur chemin le dangereux mégalomane qu'est Zorglub, un scientifique qui veut le bien de la Terre à tout prix même si cela doit passer par des dommages collatéraux, de nature environnementale ou humaine. Créateur de l'Empire du Z, il est aidé par les Zorgloïdes, robots humanoïdes dotés d'une intelligence artificielle plutôt limitée et commandés par Zéro. Mais sa fille Zaoki, passionnée d'écologie et pour qui il a un amour immense, fera tout pour sauver la nature même si pour cela elle doit trahir son père.
Mais il ne faut pas oublier Luna Fatale qui entretient de l'amitié (et un peu de l'amour) envers Spirou. Malheureusement, elle se fait manipuler par plusieurs personnes.

## Personnages

### Spirou
Reporter aimant l'aventure, les scoops et ses amis. Courageux, il est toujours à l'affût de nouveaux défis à relever, que ce soit pour des scoops ou pour sauver le monde.

### Fantasio
Meilleur ami de Spirou, Fantasio est aussi reporter. Il se dispute souvent la vedette avec Seccotine, une jeune journaliste très ambitieuse. Fantasio est aussi fan de jeux vidéo. Son sens de l'humour et son aide en font un compagnon idéal pour Spirou.

### Spip
L'écureuil malicieux qui accompagne toujours Spirou et Fantasio. En bon compagnon, il fait de son mieux pour les aider lors de leurs aventures. Mais il aime aussi se reposer et déguster quelques noisettes. Sa gourmandise peut emmener à de bien grandes aventures...

### Le comte de Champignac
Scientifique reconnu à travers le monde, le comte de Champignac est l'ami de Spirou et Fantasio. Ses inventions leur sont d'un grand renfort contre Zorglub, son ancien élève.

### Seccotine
En bon reporter et concurrente de Fantasio, cette blonde intrépide n'hésiterait pas à vendre père et mère pour un scoop. Il arrive tout de même qu'elle fasse équipe avec Spirou et Fantasio...

### Zorglub
Scientifique raté et père de Zaoki, Zorglub n'en est pas moins égocentrique : avec ses robots les zorgloïdes et ses inventions déjantées, il pense pouvoir sauver la planète... mais, en réalité, il la met en danger ! Il n'est pas toujours méchant, aidant parfois nos amis.

### Zantafio
Alors que Zorglub est à la recherche de reconnaissance, Zantafio, le cousin maléfique de Fantasio, est plus terre-à-terre : son but est la puissance et la richesse, et pour cela, il n'hésite pas à aller à l'encontre de toute morale. Il serait prêt à vendre tout ce qu'il a pour une simple pépite d'or, tellement il veut être riche et puissant. C'est un grand manipulateur, prêt à tout pour arriver à ses fins.

### Zaoki
Fille de Zorglub, elle est aussi l'amie de Spirou et Fantasio ! Elle respecte les valeurs de son père, mais elle fait tout son possible pour le convaincre de ne pas s'aventurer dans des situations qui le dépassent !

### Luna Fatale
Amoureuse de Spirou et brillante actrice, Luna est l'amie de Spirou et Fantasio. Mais malheureusement, elle ne se rend pas compte qu'elle sert de cobaye à plusieurs personnes...

### Zéro
Parmi les zorgloïdes, les robots que Zorglub a créés, il y a Zéro, qui est son zorgloïde préféré, même si c'est aussi celui qui débloque le plus et qui, sans le vouloir, fait rater ses inventions les plus incroyables ! On apprend aussi qu'il se prend pour le grand frère de Zaoki. La seule chose qui le différencie des autres zorgloïdes et qu'il est peint en bleu et non en gris comme les autres. Il envoie les ordres donnés par Zorglub aux autres par infrarouge. Il se bat à plusieurs reprises contre Spirou.

## Distribution des voix
- Laurent Vernin : Spirou
- Sylvain Goldberg (crédité Ronald Mondor) : Fantasio
- Pascal Gruselle : le comte de Champignac
- Nathalie Stas : Seccotine
- Philippe Résimont : Zorglub
- Stéphane Flamand : Zaoki
- Jean-Pierre Denuit : Zantafio

- Version originale
  - Studio d'enregistrement : Made in Europe 
  - Direction artistique : Raphaël Anciaux[1]

## Fiche technique
- Sociétés de production : Dupuis Audiovisuel, M6, RTBF, Araneo Belgium, Fantasia, Dreamwall (saison 2), Canal J
- Production déléguée : Léon Pérahia
- Production exécutive : Olivier Nomen
- Bible littéraire : Ilya Nicolas
- Direction d'écriture : Cyrille Vayssette (saison 1), Christel Gonnard (saison 2)
- Scénario : Franck Salomé, Fernando Worcel, Nicolas Sedel, Ghislaine Pujol, Cyril Tysz, Guillaume Enard, Hervé Benedetti
- Adaptation : Laurent Bounoure
- Réalisation : Daniel Duda

## Titres et synopsis des épisodes

### L'île de Zorglub 1
Spirou et Fantasio attendent de voir leur reportage à la télévision sur le dérèglement climatique mais voilà qu'une onde pirate s'installe et laisse sa place à Zorglub. Ce dernier est un scientifique raté et ancien élève du comte de Champignac. Il annonce à son public qu'il a créé une machine à contrôler le climat pour le bien-être de la terre. Spirou, Fantasio, Spip, le comte de Champignac et Seccotine partent arrêter Zorglub. C'est sur une petite île que celui-ci a construit sa base. Puis ils font connaissance avec Zaoki, la fille de Zorglub. Quand elle reconnut le nom du comte, elle fut d'accord de les emmener vers son père jusqu'à ce que les zorgloïdes, les robots que Zorglub a créé pour sa garde, les arrêtent brusquement...

### L'île de Zorglub 2
Les zorgloïdes emmènent nos prisonniers (Spirou, Spip, Fantasio, le comte de Champignac et Seccotine) vers Zorglub. Celui-ci fut d'accord de discuter avec le comte, un de ses anciens amis, mais il mit les autres dans sa prison. Un instant plus tard, Zaoki, la fille de Zorglub vint les délivrer. Nos amis savent que Zorglub n'écoute que les conseils de sa fille alors comme il n'écoute pas le comte, elle doit aller lui parler. Mais malheureusement il vient de la mettre en marche, il est trop tard. Quelques instants plus tard, comme il voit que tout le monde est contre lui et que sa base commence à s'effondrer, il accepte que Spirou détruise sa machine. Ce qui sera dur, car les saisons changent toutes les cinq secondes...

### Légende glacée
Un cousin que Fantasio avait perdu de vue, Zantafio, s'incruste dans une expédition réunissant nos deux héros et Champignac. Le but de l'expédition est de trouver le « Marteau de Thor », antiquité viking aux prétendus pouvoirs, perdue dans les glaces. Après une progression des plus difficiles dans des conditions extrêmes, l'équipée arrive enfin dans la grotte de glace qui abrite l'arme légendaire. Mais Zantafio va montrer son vrai visage...

### L'arche de Zorglub
Au cours d'une conférence, Zorglub décide d'enlever des personnalités toutes aussi différentes les unes que les autres : du sportif athlétique aux meilleurs scientifiques en passant par les pros du forage souterrain. Son but : repeupler son arche à l'aide de l'élite toutes catégories présentes sur Terre. Ils les emmènent donc dans l'espace sur son arche, afin d'établir une ville sur Mars. Mais Spirou et Fantasio s'invitent pour contrecarrer ses plans.

### Vengeance de samouraï
Yamanoke, jeune savant chez Industries et Cie, a mis au point le rayon AOB - Alpha Oméga Bêta capable d’animer des objets. Champignac, parrain scientifique du jeune homme, vient assister aux essais. Il est accompagné de Spirou et Fantasio qui couvrent l’événement. Après une surprenante démonstration, le trio se rend à un vernissage au musée de la ville. Seccotine est sur place pour un reportage sur la nouvelle exposition. Les choses se compliquent quand le protégé de Champignac fait lui aussi son apparition au musée. Avec l’AOB, il anime des armures de Samouraïs avant de prendre la fuite et d’aller dévaliser une banque ! Aidé de Spirou et Fantasio, toujours en reportage sur l’AOB, Champignac cherche à comprendre le changement d’attitude de Yamanoke et à le stopper dans ses entreprises criminelles. Mais Seccotine aussi est sur le scoop, car ce sont « ses » armures qui ont été utilisées…

### Robert le robot
C'est l'anniversaire de Fantasio. Spirou et lui-même se rendent chez le comte de Champignac, qui vient de créer Robert, un robot ultra perfectionné qui obéit au doigt et à l’œil. Pendant que Spirou et le comte vont en ville chercher le cadeau de Fantasio, celui-ci commence à jouer aux joies de la commande vocale avec Robert. Jusqu'au moment où les informations que reçoit Robert se dérèglent...

### Le 3ème composant
Zantafio met au point un procédé d'hypnose sur la douce Luna (la fille du mafieux Vito Cortizone) afin de la faire commettre des vols à répétition de différents composants visant à devenir, une fois assemblés, la plus puissante des armes du monde. Désirant la revendre au plus offrant, Zantafio ne se doute pas que Spirou et Fantasio vont tout faire pour délivrer Luna et changer le cours des choses.

### Formez le cercle
Partout dans le monde, d'étranges et gigantesques motifs géométriques sont apparus dans la nature. Ovnis ou canulars ? Spirou, Fantasio, Champignac et Seccotine sont envoyés en reportage au cœur des Highlands, pour en savoir plus. Mais le temps presse : les cercles hypnotisent les foules environnantes qui se mettent à sauter sur place en chœur au risque de changer l'axe d'inclinaison de la Terre...

### Spip ne répond plus
Alors qu'il vole à bord d'un modèle réduit piloté par Spirou, Spip est porté disparu. Les deux héros mènent l'enquête et mettent au jour une série de kidnappings d'animaux à l'intelligence particulièrement développée. Ces enlèvements sont l'œuvre d'un savant fou qui veut catalyser ces intelligences supérieures pour les transmettre à tous les animaux afin de leur permettre de se venger des hommes. Il faut toute l'astuce de Spirou et Fantasio et l'autorité de Champignac pour faire échec à ce plan délirant.

### Enfer vert
Sur l'île de Balu Balu, plusieurs touristes sont victimes d'un cas étrange : ils sont tous devenus verts de la tête aux pieds. Envoyés en reportage, Spirou et Fantasio découvrent rapidement, avec l'aide de Seccotine, que Zorglub est impliqué dans cette affaire. Il veut que les hommes payent pour la dégradation de la nature en devenant des végétaux produisant de l'oxygène...

### Hibernator
Le Comte de Champignac et quelques amis scientifiques découvrent un yéti conservé dans la glace. Zorglub voit en cette découverte scientifique une occasion de créer un homme-singe surpuissant, L'Homme-Z. Le Yéti, qui se trouve être toujours vivant, s'échappe et se fait traquer par Zorglub, ainsi que par Spirou et Fantasio.

### Un monstre de toute beauté
Spirou et Fantasio rendent visitent à Luna, qui se prépare à un film de surf. Quand ils arrivent là-bas, ils découvrent que Luna a une maladie qui la fait devenir obèse et de couleur mauve ! Aidés de Zaoki, ils essayent de trouver un antidote...

### La revanche de Zorglub
Champignac inaugure deux gigantesques sculptures liquides en hommage aux professeurs Xantas et Lem. Ils ont conçu une sonde à voiles photoniques révolutionnaires. Jaloux, ivre de reconnaissance, Zoglub remodèle aussitôt les sculptures à son image grâce à un inquiétant Zorgsatellite qu'il vient de lancer. Il menace même de zorglubiser entièrement le Pôle Nord à son image pour qu'enfin l'humanité prenne la mesure de son génie. C'est la réserve d'eau douce de la planète qui est en danger !

### Le ciel est tombé sur nos têtes
En pleine nuit, alors que Spirou et Fantasio reviennent d'un reportage à bord du Zorgléoptère, et survolent une île toute rose dont les nuages au-dessus produisent la lumière du jour. Obligés de s'arrêter sur l'île, les deux aventuriers découvrent que Zorglub a inventé un procédé de cristaux placés dans les nuages afin de préserver la lumière du jour à l'état constant.

### L’école des petits génies
Des scientifiques se font attaquer par de mystérieuses machines et retombent soudain à l'âge mental d'un bébé. Spirou et Fantasio enquêtent alors dans un établissement pour enfants surdoués. Pensant tout d'abord que Zorglub est à la tête de ces attaques, ils déchantent vite en apprenant que Zorglub lui-même est également menacé. Nos deux héros ne tardent pas à s'apercevoir que le comportement de certains enfants devient de plus en plus suspect...

### Fantasio fait des étincelles
Chez Betalog, Spirou et Fantasio assistent à la présentation d'un nouvel instrument domotique révolutionnaire : le tracer. En techno-addict invétéré, Fantasio supplie pour être le premier testeur in vivo. Dont acte. Une puce lui est injectée pour amplifier son champ électrique naturel et le transmettre aux appareils environnants. Mais le tracer n'est qu'un prototype et transforme Fantasio en pile électrique... au point d'en devenir dangereux !

### La taille fait la différence
Après être tombés sous le rayon de la nouvelle machine du comte de Champignac, Spirou et Fantasio se retrouvent rapetissés et doivent survivre aux nouveaux dangers qui se trouvent dans le labo du comte... aussi petits soient-ils !

### Cure de jouvence
Le comte de Champinac rajeunit sans cesse à la suite d'une erreur de Fantasio.

### La clé d'Uhr
Alors que nos héros testent la dernière invention de Champignac, ils sont enlevés par les frères Quintermint dans une improbable chasse au trésor. Les Quintermint sont à la recherche de la mythique cité d'Uhr et de son sablier d'or. La légende raconte que seule la clef d'Uhr permet de s'emparer de cet objet unique. Or, les Quintermint ont découvert que cette fameuse clef c'est... Fantasio ! Le petit groupe s'enfonce alors dans les galeries souterraines qui courent sous un lac asséché de Tambibie. Dans les profondeurs de la Terre, ils découvrent une cité et un peuple hors du temps. L'accueil chaleureux va laisser rapidement la place à la vindicte quand Spirou, Fantasio et Champignac seront accusés du vol du sablier. Car sans sablier, le peuple d'Uhr risque de disparaître.

### Shamash
Spirou, Fantasio et Champignac sont venus secourir un village durement éprouvé par des tremblements de terre, dans le désert du Moyen-Orient. Grâce à la combinaison Titan, une invention du Comte qui amplifie la force musculaire, les maisons détruites et les puits d'eau asséchés sont vite réparés et à moindre frais. Malheureusement, la combinaison est volée par Zantafio qui en a besoin pour récupérer la lumière de Shamash, un trésor mythique autant qu'une énigme scientifique, enfouie sous le sable du désert...

### Trou bleu
Spirou et Fantasio sont dans l'avion qui les emmène en Ouzkésistan. Champignac et deux collègues ont mis au point un Trou Bleu, mini-réacteur énergétique révolutionnaire. Pendant le vol, Spirou et Spip tombent de l'avion, avec la turbotraction mais sans parachute ! L'ingéniosité du reporter lui permet d'éviter le pire et de rejoindre l'inauguration du Trou Bleu juste à temps pour constater qu'il vient d'être dérobé par Fantasio ! Spirou et Seccotine partent immédiatement à sa poursuite. Ils rattrapent Fantasio alors qu'il fait engloutir une montagne au Trou Bleu, pour mettre au jour un gisement de diamant. Spirou a compris que Fantasio est en fait Zantafio.

### Super paparazzi
Le journal du matin affiche Spirou et Luna Fatale en train de flirter ! Un mystérieux paparazzi, nommé le Bourdon, a signé ces photos. Spirou tente bien de démentir auprès de ses amis, mais les photos sont particulièrement réalistes et sans équivoque. Champignac confirme, il ne s'agit nullement de montage ! Bizarrement de nombreuses autres personnalités voient aussi leur supposée intimité révélée. Quelque chose cloche car il devient vite évident que tous les sujets du Bourdon souffrent d'absences précisément quand les photos sont censées avoir été prises...

### Le maître des ombres
Le Comte de Champignac ainsi que certains de ses confrères scientifiques ont organisé un luminoscope dans lequel plusieurs autres scientifiques s'affrontent pour avoir le prix du projet le plus « lumineux » du luminoscope en confectionnant des machines traitant de la lumière. Comme l'événement est très médiatisé, Spirou et Fantasio mais aussi Seccotine ont été invités à dormir sur place pour représenter la presse d'informations de manière permanente jusqu'à la fin du concours. Ils tombent alors sur Luminex, l'un des scientifiques. Ce dernier a mis au point un séparateur d'ombres qui, comme son nom l'indique, sépare tout être vivant de son ombre. Spirou, sceptique au sujet de l'utilité de l'invention, ne s'y intéresse pas et Spip manque d'étrangler Luminex car il utilise une souris sans défense comme cobaye. Fantasio et Seccotine, qui pour une fois sont d'accords, vont même jusqu'à se montrer méprisants au sujet de l'invention et, outrés que Luminex se serve d'une faible souris comme cobaye, se permettent de traiter ce dernier de « rigolo ». Furieux que la presse ne soit pas intéressée à son séparateur d'ombres et surtout du mépris de Fantasio et Seccotine vis-à-vis de lui, Luminex se sert de son invention pour voler les ombres de ces derniers afin de les utiliser pour dévaliser la boutique de souvenirs du luminoscope. Résultat, les vrais Fantasio et Seccotine se retrouvent en prison et Spirou doit non seulement tout faire pour les innocenter mais aussi arrêter les dangereux projets de Luminex qui compte se servir de son séparateur d'ombres à des fins plus graves et plus horribles que de simples dévalisements.

### Zaoki décroche la lune
Zantafio est vert de rage. Il vient de s'emparer en douce d'une Zorgbase abandonnée par Zorglub sur la Lune, mais il ne peut la réactiver et en tirer profit car le système de sécurité ne reconnaît que l'ADN de son créateur ou de sa descendance. Zantafio jette alors son dévolu sur Zaoki. Il prétend se racheter une conduite et s'incruste dans les vacances que Spirou et Fantasio passent sur l'île de la jeune fille. Aidé par la crédulité de son cousin, Zantafio séduit la belle et la convainc de le suivre sur la Lune. Spirou comprend que Zantafio est toujours aussi fourbe. Surtout, notre héros se rend compte que pour rattraper Zantafio sur la Lune, lui et Fantasio doivent demander l'aide de... Zorglub !

### In vivo
Spip, en affamé invétéré et par l'odeur alléché, ingurgite un champignon dans le laboratoire du Comte. La puce électronique qu'il contient a tôt fait de s'incruster dans le cerveau du rongeur et commence à le transformer en carnivore redoutable. Pour Champignac, il n'y a pas une minute à perdre car, passé un certain stade, Spip sera incurable. La position de la puce dans le cerveau rend toute intervention externe impossible. Il faut la neutraliser depuis l'intérieur ! À l'aide de son canon réducteur, Champignac envoie Spirou et Fantasio dans le corps de Spip. C'est le début d'une étonnante aventure intérieure, qui ne sera pas une promenade de santé.

### Zorglub ne tourne pas rond
La Terre semble s'arrêter de tourner. Et derrière ce phénomène étrange, l'ombre de Zorglub ne tarde pas à apparaître. Mais un Zorglub au comportement étrange, distribuant des ordres contradictoires à son robot Zéro, qui ne comprend plus rien. Spirou et Fantasio mènent l'enquête, surpris eux aussi par les exigences inhabituelles du savant fou. Ils finiront par découvrir qu'ils sont face à un imposteur. Ce Zorglub qui ne tourne pas rond n'est autre que Zantafio, qui a pris l'apparence du savant pour mener à bien ses propres projets.

### Éclipse totale
Zorglub décide de placer sa station orbitale, Helios, entre le soleil et la Terre pour lutter contre le réchauffement climatique. Selon lui, après 15 jours d'éclipse totale, la Terre retrouvera sa température d'il y a 20 ans.

### Seul contre moi
Nos deux amis ont une nouvelle mission : filmer les ours polaires. Fantasio est réticent à l’idée de partir sur la banquise. Il découvre alors la machine à cloner du comte. Il n’hésite pas une seconde et laisse son clone partir à sa place. Jaloux de toute l’attention dont son double fait l’objet, Fantasio entame une lutte contre « lui-même ».

### Poulpe fiction
En vacances chez leur ami Layland, Spirou et Fantasio découvrent que les côtes écossaises sont souillées par du pétrole. Pourtant, aucun pétrolier en vue ! Le gardien du phare réussit à photographier une créature sous-marine encore jamais vue. Nos amis se lancent alors à sa poursuite, suivis de Seccotine. Ils ne tardent pas à comprendre que Zantafio est derrière tout ça ...

### Fan de Zorglub
Zorglub a un grand fan : le Dr Nodule. Pour l’anniversaire de son idole, il décide de kidnapper Champignac et de le lui apporter. Zorglub est flatté, mais pas pour très longtemps. Son fan, voulant l’attention exclusive de son modèle, s’en prend aux proches du savant fou. Nos deux amis réussiront-ils à résoudre l’affaire ?

### Bug
Sur l’île de Zaoki, nos amis s’activent à construire un enclos pour protéger des bébés tortues. En retournant au bureau de Zaoki, Fantasio, curieux, essaie un casque original. Horreur ! Il est aspiré dans l’ordinateur et se retrouve prisonnier d’un jeu vidéo aux décors fantastiques…

### Numéro 1
Zorglub veut améliorer les capacités de son robot, Zéro. Un problème se produit et modifie le comportement de cette machine, qui se renomme Numéro 1. Son but : détrôner Zorglub, avoir son propre empire et une reine. À l’aide de nos amis, le créateur engage un véritable combat contre sa créature.

### Z-H2O
Un phénomène étrange se produit un peu partout sur la planète : l'eau douce disparaît mystérieusement ! Le phénomène inquiète les autorités. Chez Champignac, Spirou et Fantasio découvrent l'étendue des dégâts grâce à une image satellite : la Terre ressemble à un immense gruyère ! Sous chaque grande ville, des galeries souterraines et des trous immenses ont été creusés... Très vite, l'auteur se fait connaître : Zorglub bien sûr ! Il informe les "Pauvres Terriens" que c'en est fini du gaspillage de l'eau : il lance son projet "ZH2O" ! Il a décidé de réquisitionner « l'or bleu ».

### Coup de foudre
Spirou, Champignac et Fantasio sont aux sports d’hiver. Mais il fait anormalement chaud et on signale une activité orageuse anormalement élevée : Des « bouquets » d’éclairs s’abattent sur plusieurs sommets de haute altitude. Nos héros partent enquêter. Spirou et Fantasio découvrent vite que Zorglub est derrière tout cela. Enfin… pas complètement, car il est en compagnie d’Eléonore Brightness, une femme d’affaires, dont il est tombé fou amoureux. Mais nos héros avec l’aide de Zaoki découvrent que Zorglub se fait manipuler par cette femme qui lui a demandé de produire une nouvelle source d’énergie, que le monde entier s’arrachera (l’énergie des éclairs). Mais Champignac s’alarme. En pompant l’énergie électrique des orages, on détruit l’ionosphère, une couche de l’atmosphère qui nous protège des rayons mortels du soleil. D’où les effets accélérés du réchauffement.

### Spirou et Fantasia
Histoire de couvrir les tout premiers vols ultra rapides, proposés par l'homme d'affaires Worchester, Spirou et Fantasio ont décidé d'aller enquêter dans l'école qui forme les hôtesses de l'air. Mais l'accès à l'école étant uniquement réservé aux femmes, leur seule solution est que Fantasio se fasse passer pour une élève : Fantasia !

### Le grand ménage
Rien ne va plus : les satellites sont tous devenus muets, provoquant le chaos à travers le monde, qui se retrouve privé de prévisions météo, de télévision et de téléphone.

### Paradis perdu
Zaoki a remarqué quelque chose d'étrange : des traces de pas plus grandes que celles d'un éléphant ! Spirou et Fantasio sont déjà sur la trace du phénomène car il détruit un peu tout dans les villes. Aidés du comte de Champignac, ils découvrent que ce sont de jeunes dinosaures...

### Série B
Tandis que Seccotine et Luna Fatale se rendent en Écosse, un mystérieux individu les piège dans un château. Elles auront besoin de l'aide de Spirou et Fantasio...

### La femme invisible
Étrange... Ce matin, chez Spirou et Fantasio, la machine à café s'est mise en route toute seule. Fantasio et Spirou sont un peu inquiets, quand la voix de Seccotine résonne dans tout l'appartement : « Pas de souci, c'est moi qui ai lancé le café ! ». Seul hic ! Spirou et Fantasio ne voient pas Seccotine.

## Commentaires
- La bande dessinée Spirou et Fantasio avait déjà été adaptée en dessin animé, en 1992, sous le titre Spirou.
- Vincent Ropion, voix de Spirou dans cette précédente série, a été la voix-test de cette série, mais n'interprète plus le rôle dans la version finale qui est doublée en Belgique.
- La série s'adresse avant tout aux non-lecteurs de la bande dessinée. Ainsi, lors des premiers épisodes, Spirou et Fantasio découvrent que Zorglub n'est pas si méchant que ça, contrairement à Zantafio, le cousin de Fantasio.
- On découvre de nombreuses références cinématographiques dans certains épisodes. Par exemple, dans Le 3e composant, Luna reproduit une scène de Haute Voltige ou dans Hibernator, le yéti prononce les noms de Sarah Connor et John Connor qui sont les personnages du film Terminator 2.
- Le personnage de Luna Cortizone est complètement différent du personnage de la bande dessinée. Dans la bd, elle est la fille d’un parrain de la mafia, Vito Cortizone, ne se fait pas manipuler et n’hésite pas à tuer.
  - Vito Cortizone est un des méchants récurrent du précédent dessin animé Spirou.

## Produits dérivés

### DVD
La série est éditée en DVD chez Citel en juillet 2007.
YouTube
La série est disponible gratuitement sur YouTube depuis octobre 2015 et de nouveaux épisodes sont rajoutés régulièrement. 